# Hemirrhagus nahuanus
Hemirrhagus nahuanus là một loài nhện trong họ Theraphosidae.
Loài này thuộc chi Hemirrhagus. Hemirrhagus nahuanus được Willis J. Gertsch miêu tả năm 1982.